# 程士
程士（?—?），福建興化府莆田縣人，明朝政治人物、同進士出身。
洪武二十一年，登戊辰科殿試三甲第三十八名，后官至吏科給事中。 